# Vignir Svavarsson
Vignir Svavarsson (Reykjavik, 20 de junio de 1980) es un jugador de balonmano islandés que juega de pívot en el Haukar. Es internacional con la Selección de balonmano de Islandia.
Con la selección ha ganado la medalla de bronce en el Campeonato Europeo de Balonmano Masculino de 2010.

## Palmarés

### Lemgo
- Copa EHF (1): 2010

### Team Tvis Holstebro
- Copa de Dinamarca de balonmano (1): 2017

## Clubes
- Haukar ( -2005)
- Skjern HB (2005-2008)
- TBV Lemgo (2008-2010)
- TSV Hannover-Burgdorf (2010-2012)
- GWD Minden (2012-2014)
- HC Midtjylland (2014-2016)
- Team Tvis Holstebro (2016-2019)
- Haukar (2019- )